# Championnat d'Angleterre de football 1956-1957
Navigation
Édition précédente Édition suivante
La 58e édition du championnat d'Angleterre de football est remportée par Manchester United. C'est la cinquième victoire en championnat du club de Manchester qui conserve ainsi son titre.
Manchester United termine avec huit points d’avance sur le deuxième Tottenham Hotspur et sur le troisième Preston North End.
Le système de promotion/relégation reste en place : descente et montée automatique, sans matchs de barrage pour les deux derniers de première division et les deux premiers de deuxième division. À la fin de la saison, Cardiff City et Charlton Athletic sont relégués en deuxième division. Ils sont remplacés la saison suivante par Leicester City et Nottingham Forest.
Le meilleur buteur de cette saison est le joueur gallois de Leeds United John Charles avec 38 réalisations.

## Classement
|    | Équipe                  | Joués | Victoires | Nuls | Défaites | Buts pour | Buts contre | +/- | Points | Spectateurs |
| -- | ----------------------- | ----- | --------- | ---- | -------- | --------- | ----------- | --- | ------ | ----------- |
| 1  | Manchester United       | 42    | 28        | 8    | 6        | 103       | 54          | 49  | 64     | 45 481      |
| 2  | Tottenham Hotspur       | 42    | 22        | 12   | 8        | 104       | 56          | 48  | 56     | 43 280      |
| 3  | Preston North End       | 42    | 23        | 10   | 9        | 84        | 56          | 28  | 56     | 23 522      |
| 4  | Blackpool FC            | 42    | 22        | 9    | 11       | 93        | 65          | 28  | 53     | 21 961      |
| 5  | Arsenal FC              | 42    | 21        | 8    | 13       | 85        | 69          | 16  | 50     | 41 093      |
| 6  | Wolverhampton Wanderers | 42    | 20        | 8    | 14       | 94        | 70          | 24  | 48     | 34 956      |
| 7  | Burnley FC              | 42    | 18        | 10   | 14       | 56        | 50          | 6   | 46     | 22 493      |
| 8  | Leeds United            | 42    | 15        | 14   | 13       | 72        | 63          | 9   | 44     | 32 672      |
| 9  | Bolton Wanderers        | 42    | 16        | 12   | 14       | 65        | 65          | 0   | 44     | 25 219      |
| 10 | Aston Villa             | 42    | 14        | 15   | 13       | 65        | 55          | 10  | 43     | 30 487      |
| 11 | West Bromwich Albion    | 42    | 14        | 14   | 14       | 59        | 61          | -2  | 42     | 22 746      |
| 12 | Chelsea FC              | 42    | 13        | 13   | 16       | 73        | 73          | 0   | 39     | 31 732      |
| 13 | Birmingham City         | 42    | 15        | 9    | 18       | 69        | 69          | 0   | 39     | 32 444      |
| 14 | Sheffield Wednesday     | 42    | 16        | 6    | 20       | 82        | 88          | -6  | 38     | 28 570      |
| 15 | Everton FC              | 42    | 14        | 10   | 18       | 61        | 79          | -18 | 38     | 35 076      |
| 16 | Luton Town              | 42    | 14        | 9    | 19       | 58        | 76          | -18 | 37     | 18 262      |
| 17 | Newcastle United        | 42    | 14        | 8    | 20       | 67        | 87          | -20 | 36     | 35 202      |
| 18 | Manchester City         | 42    | 13        | 9    | 20       | 78        | 88          | -10 | 35     | 30 005      |
| 19 | Portsmouth FC           | 42    | 10        | 13   | 19       | 62        | 92          | -30 | 33     | 25 024      |
| 20 | Sunderland AFC          | 42    | 12        | 8    | 22       | 67        | 88          | -21 | 32     | 36 145      |
| 21 | Cardiff City            | 42    | 10        | 9    | 23       | 53        | 88          | -35 | 29     | 20 550      |
| 22 | Charlton Athletic       | 42    | 9         | 4    | 29       | 62        | 120         | -58 | 22     | 20 370      |

## Meilleur buteur
Avec 38 buts, l'attaquant gallois de Leeds United John Charles remporte son premier titre de meilleur buteur du championnat d'Angleterre.